# Die Pfefferkörner

Logo von 1999 bis 2016

Die Pfefferkörner ist eine deutsche Kinder- und Jugendserie. Es werden Gruppen von vier beziehungsweise fünf Jugendlichen dargestellt, die Kriminalfälle lösen.
Zwischen dem 11. Mai und dem 22. Juni 2024 wurde die Jubiläumsstaffel 20 ausgestrahlt, in der die 13. Generation ermittelt. Seit dem 15. März 2025 wird die 21. Staffel mit der 14. Generation ausgestrahlt.

## Handlung

### Generation 1
Die Pfefferkörner sind fünf Freunde aus Hamburg. Nach der Schule treffen sich die Nachwuchsdetektive in ihrem Hauptquartier (häufig abgekürzt „HQ“) auf dem Boden des Gewürzlagers der Firma Overbeck & Consorten in der Hamburger Speicherstadt, die anfangs den Eltern von Fiete und Vivi gehört und später Fiete geschenkt wird. Wohnung und Gewürzlager liegen in der Hamburger Speicherstadt, einem Hafengebiet, in dem hinter historischen Backsteinmauern tonnenweise Kaffee, Tee und Gewürze lagern. Zwischen Säcken mit Pfeffer und Paprika, Majoran und Salbei ermitteln sie mit Grips und Kombinationsgabe und mithilfe von Internet und Digicam ihre Fälle. Die Spürnasen überführen Antiquitätendiebe, Saboteure, Umweltsünder, Schmuggler und Erpresser. Sie helfen sich aber auch gegenseitig bei persönlichen Problemen, die sie manchmal bedrücken. Cem hat seine Eltern bei einem Autounfall verloren, ist manchmal traurig und fühlt sich einsam. Jana lebt nach der Scheidung der Eltern bei ihrer Mutter, einer Rechtsanwältin, die nur selten zu Hause ist. Natascha kommt aus Lettland und ihre Eltern haben anfangs sehr strenge Regeln in ihrer Erziehung, was Natascha unglücklich macht. Fiete hat Probleme, seine Gefühle zu zeigen, und versteckt sie hinter Ruppigkeit und Mädchenfeindlichkeit, bis er sich in Natascha verliebt. Die beiden kommen im Laufe der Serie zusammen. Vivi leidet unter ihrer Rolle als jüngstes Gruppenmitglied, anfangs war Fiete sogar dagegen, dass sie der Gruppe angehört. Sie glaubt, dass sie ständig um Anerkennung kämpfen muss. Sie kümmert sich um Hündin Cola, die dem Zollbeamten Uli gehört. Die gemeinsam bestandenen Abenteuer und gelösten Konflikte lassen die Pfefferkörner schließlich zu einer eingeschworenen Gemeinschaft werden, in der sich jeder auf den anderen verlassen kann. Am Ende ziehen Jana und Cem mit ihrer Mutter und seinem Onkel nach Berlin. Natascha und Fiete machen einen Schüleraustausch in Australien.

### Generation 2
Vivi bleibt als einziges Pfefferkorn in Hamburg zurück. Nach und nach nimmt sie neue Mitglieder in ihren Detektivclub auf. Im Laufe der Folgen 37 bis 39 haben sich die neuen Pfefferkörner zu einer Gemeinschaft zusammengerauft, die in der vierten Staffel einige Bewährungsproben überstehen muss. Vivi ist jetzt die Erfahrenste in der Gruppe. Selbstbewusst führt sie die Pfefferkörner an und erfüllt mit Leidenschaft ihre Aufgabe als Reporterin der Schülerzeitung „Die Feder“. Als ihre Eltern Johanna in die Familie aufnehmen und die Jungen Vivi „nur“ als guten Kumpel, aber nicht als Mädchen wahrnehmen wollen, beginnen für Vivi schwierige Zeiten. Sie verliebt sich in Paul und hilft diesem trotzdem, Katja für sich zu gewinnen. In der 4. Staffel kommt sie dann mit ihm zusammen. Johanna hat ihre Eltern bei einem Autounfall verloren. Um sie vor dem Kinderheim zu bewahren, haben die Overbecks sie während des vorletzten Falls der alten Pfefferkörner, Tödlicher Müll, aufgenommen. Jojo ist die Jüngste unter den neuen Pfefferkörnern. Sie ist ein ruhiges und in sich gekehrtes Mädchen, das unter dem Trauma, ihre Eltern verloren zu haben, immer noch leidet. Manchmal wird Jojo von Albträumen heimgesucht. Einige dieser Träume erweisen sich als Vorahnungen, die in der Gruppe umstritten sind, sich bei der Aufklärung einiger Fälle jedoch als hilfreich erweisen. Katja kommt aus St. Petersburg und ist eine Cousine von Natascha. Katjas Eltern haben sich getrennt und sie soll so lange bei ihrem Onkel Andrej und Tante Ilze in Hamburg bleiben, bis ihre Mutter das Scheitern ihrer Ehe verkraftet hat. Ihren ersten, richtigen Auftritt hat sie in dem Fall Der Zeuge, zu dessen Zeitpunkt noch Natascha und die alten Pfefferkörner die Ermittlungen führen, aber es sind Vivi und ihr Klassenkamerad Paul, die sich mit ihr anfreunden und sie auch vor Hänseleien in der Schule schützen. Katja trägt eine Beinschiene, weil ihr Bein bei einem Unfall schwer verletzt wurde. Darüber ist Katja todunglücklich, denn ihr größter Wunsch ist es, Balletttänzerin zu werden. In St. Petersburg gehörte sie zu den Besten in ihrer Ballettklasse. Paul und sie führen zuerst eine Beziehung, die aber an den unterschiedlichen Interessen der beiden scheitert. Paul lebt bei seinem Vater, der Besitzer einer Touristenbarkasse im Hamburger Hafen ist. Seine Mutter hatte die Familie verlassen, als Paul noch klein war. Sie lebt jetzt in Berlin. Er war gemeinsam mit Vivi bereits in dem Fall Kampf um Hoppetosse involviert, als noch das erste Team in der Serie mitspielte. Obwohl Paul darunter leidet, dass seine Mutter sich fast nie meldet, führt er mit seinem Vater ein wunderbar freies Leben. Er ist immer guter Dinge und voller Ideen. Im Laufe der Staffel verliebt Paul sich in Katja. Doch diese bleiben nicht lange zusammen, denn Paul merkt, dass beide sich sehr oft verstellen müssen, um die Beziehung zu erhalten. Dann kommt Paul mit Vivi zusammen, was schon einmal während der „alten Pfefferkörner“ zu erwarten war. Panda ist der Sohn eines Hamburger Teehändlers und einer chinesischen Schauspielerin. Panda ist mutig, beherrscht chinesische Kampfsportarten und macht gern Witze. Er ist ebenso selbstbewusst wie Vivi, mit der er sich immer wieder in die Haare kriegt. Er ist das einzige Mitglied der zweiten Pfefferkörner-Gruppe, das erst nach dem Weggang von Fiete, Natascha, Jana und Cem zu der Gruppe neu hinzustößt. Diese Gruppierung endet ohne besonderen Abschluss. Keines der Mitglieder kommt später noch einmal in der Serie vor. Warum sie aufgehört haben oder was aus ihnen geworden ist, wird nicht erklärt.

### Generation 3
Mit der fünften Staffel ändert sich einiges, da ein komplett neues Detektivteam beginnt. Lilly zieht nach Hamburg, wo sie nur Laurenz kennt. Sie freundet sich schnell mit dessen Freunden Yeliz und Karol an. Lilly und Yeliz werden beste Freundinnen. Während des ersten Falls taucht Natascha als Polizistin auf und hilft den Kindern. Dabei denkt sie an ihre Zeit mit den Pfefferkörnern zurück und ist schlussendlich ausschlaggebend dafür, dass sich auch das dritte Team „Die Pfefferkörner“ nennt. Yeliz verliebt sich in Laurenz, er weist sie aber ab. Erst etwas später merkt er, dass er doch etwas für sie empfindet, und sie kommen zusammen. Doch nur kurze Zeit später merkt sie, dass sie sich in Karol verliebt hat. Als Laurenz einen Liebesbrief von Karol an sie entdeckt und vor der Gruppe vorliest, trennen sich die beiden und sie kommt mit Karol zusammen, mit dem sie bis zum Ende der 3. Detektivgruppierung zusammen bleibt, mit einer kurzen Trennungsphase. Lilly hat einiges mit Jungs zu tun, da sie zur Schönheitskönigin gewählt wurde. Laurenz verliebt sich später in Lilly, sie kommen aber erst in der letzten Folge der 6. Staffel zusammen. Marie muss sich erst bewähren, um bei den Pfefferkörner richtig ernst genommen zu werden. In den Staffeln dieser Detektivgruppierung taucht zum ersten Mal die Hündin Feline „Fee“ auf. Sie ist ein Geschenk von Laurenz an Lilly. In der 7. Staffel, die mit der Geburt von Lillys und Yeliz’ Halbbruder Max circa neun Monate nach der letzten Folge der 6. Staffel beginnt, wandern Laurenz und Marie mit ihren Eltern nach Kapstadt aus. Da sich Lilly nicht von Laurenz trennen kann, darf sie, nachdem die Eltern von Laurenz und Marie mehrere Verhandlungen geführt haben, mit ihnen für ein Jahr mitkommen und die fünf werden von Yeliz und Karol, die über die Ferien mitfahren, begleitet. Davor übergibt Rika, die Mutter von Laurenz und Marie, ihrem Bruder Hannes, der mit seiner Familie in das Teekontor einzieht, sämtliche Aufgaben und Befugnisse. Emma und Sophie, die beiden Töchter von ihm und seiner Frau Maike, begegnen somit während ihres Einzugs nochmal ihren beiden Vettern Laurenz und Marie und später den anderen aus der Gruppe, bevor diese die Stadt verlassen.

### Generation 4
Mit dem Wegzug von Laurenz und Marie wird Hündin Fee an Emma und ihre große Schwester Sophie weitergegeben, als sie mit ihren Eltern in das Teekontor einziehen. Die Familie hat lange in Brüssel gelebt und Sophie hat anfänglich Probleme, sich in Hamburg einzuleben. Zusammen mit Rasmus, Lina und Themba übernehmen sie ab sofort die Detektivarbeit der Pfefferkörner. Eine große Hilfe dabei ist das fotografische Gedächtnis von Emma. Lina und Rasmus kommen im Laufe der Staffel zusammen und Themba schwärmt für Sophie, doch diese streitet mögliche Gefühle für ihn ab. Als sie die Wahrheit erkennt, ist Themba mit einer Schulfreundin zusammen. Am Ende der achten Staffel finden dann doch Themba und Sophie zusammen. Sophie, Lina, Rasmus und Themba gehen für ein Schuljahr auf Weltreise.

### Generation 5
Die inzwischen zwölfjährige Emma hat von Sophie den Schlüssel für das Hauptquartier erhalten, mit dem Hinweis, dass sie neue Freunde und neue Pfefferkörner finden wird. Da ihrer Meinung nach nur Nieten in ihrer Klasse sind, macht sie das Hauptquartier erst mal dicht. Ihr detektivischer Spürsinn erwacht jedoch schnell wieder, als die neue Schülerin in ihrer Klasse, Nina Pellicano, gleich an ihrem ersten Schultag des Diebstahls von Portemonnaies beschuldigt wird. Zu Hause erwartet Emma die nächste Überraschung: Ein kleiner Junge macht es sich im Hauptquartier gemütlich und stöbert im Buch der Pfefferkörner. Es ist Henri Patterson, der Neffe von Flussschifferpastor Jan (dem Vater von Lina). Henri ist mit seinem Onkel bei den Krogmanns eingezogen, da er auf dem Schiff seekrank geworden ist. Seine Eltern arbeiten für mehrere Monate in einem Krankenhaus im Kongo, deshalb ist er solange bei seinem Onkel. Henri ist begeistert von den Fällen der Pfefferkörner und will unbedingt dazugehören. Auch Emmas Mitschüler Max will er für die Pfefferkörner gewinnen, da dieser sich für Nina – von der Max hin und weg ist, seit er sie zum ersten Mal gesehen hat – einsetzt. Bis es so weit ist, dauert es allerdings einige Zeit, da Max die Sache mit den Pfefferkörnern zunächst nicht ernst nimmt und Nina immer abblockt. Sie war – wie sich später herausstellt – an ihrer alten Schule wegen ihres behinderten Bruders Matteo gemobbt worden. Dies finden die anderen Pfefferkörner in der 107. Folge, „Ninas Geheimnis“, heraus. Diese Folge nimmt eine Ausnahmeposition in der Reihe ein, steht bei dieser doch kein Verbrechen, sondern neben der Aufdeckung dieses Geheimnisses auch die Zukunft eines kleinen Mädchens, das in einkommensschwachen Verhältnissen lebt, im Vordergrund. Max lebt bei seiner Oma Magdalena „Leni“ Paulsen, weil seine Eltern bei einem Autounfall ums Leben kamen, als er sieben Jahre alt war. Oma Leni ist Motorradfahrerin und betreibt einen Imbisswagen. Ninas Eltern stammen aus Italien. Ihr Vater wird der neue Hausmeister an der Schule, und somit zieht die Familie in die Hausmeisterwohnung. Nina will zuerst nicht mit Max zusammen sein, weil er immer den Coolen spielt und so tut, als wäre ihm alles egal. Doch am Ende der Staffel verliebt sie sich in ihn und die beiden werden ein Paar. Außerdem zieht Emma mit ihren Eltern nach Indien und Henri zu seinen Eltern nach Afrika.

### Generation 6
Zu Beginn der 10. Staffel haben Max und Nina zwar noch sich, aber eben kein Ermittlerteam mehr. Ihre besten Freunde, Emma und Henri, haben Hamburg verlassen. Das Ende der „Pfefferkörner“ scheint besiegelt. Bis Nina in der Hafencity auf ein Mädchen trifft, das mutig eingreift, als ein Obdachloser von zwei Jugendlichen verprügelt wird. Wie es der Zufall will, ist Jessis Familie Nachmieter im Kontor von Emmas Eltern. Und nach anfänglichen Reibereien zieht sie mit ihrem geballten Mut, ihrer Selbstsicherheit, aber auch mit ihrem Patchwork-Bruder Luis ins Hauptquartier der „Pfefferkörner“ ein. Luis ist ein schlaues Kerlchen und immer neugierig. Er findet die Tatsache, dass seine Mutter Isabell „Isa“ de Lima Santos jetzt mit Jessis Vater, dem Architekten Alexander „Alex“ Amsinck, zusammenzieht, großartig – ganz im Gegensatz zu Jessi, die mit ihrem Vater auch allein glücklich war und große Schwierigkeiten hat, die neue Familienkonstellation zu akzeptieren. Zu Beginn der 11. Staffel kehrt Nina mit ihren Eltern und ihrem Bruder nach Italien zurück. Weil Max die Trennung von Nina jedoch nicht erträgt, arrangieren Matteo und Oma Leni, dass Max mit Nina nach Italien fährt. Auch Oma Leni begleitet die Familie.

### Generation 7
Zur neuen Generation gehören die bereits aus der sechsten Gruppe bekannten Pfefferkörner, Jessi und Luis. Neu dazu kommen Ceyda, Anton und Niklas. Nachdem Leni aus Italien zurückgekehrt ist, übernimmt Niklas’ Mutter Janin einen Aushilfsjob in Lenis Imbiss. Wie schon bei den ersten vier Gruppen sind die Pfefferkörner wieder zu fünft. Ähnlich wie bei der 107. Folge der 5. Detektivgruppe gibt es auch bei dieser Gruppe mit Folge 132 einen Fall, der kein Kriminalfall im eigentlichen Sinne ist, sondern von einem Mädchen handelt, das aufgrund des Leistungsdrucks durch die Eltern von zu Hause abhaut. Jessi verliebt sich in Niklas, aber der ist in Ceyda verliebt und noch dazu ist Anton ebenfalls verliebt, in Jessi. Später verliebt sich Ceyda in Niklas und die beiden kommen fast zusammen, stellen dann aber fest, dass sie doch nur befreundet sein möchten. Außerdem verliebt sich Jessi in Anton und die beiden werden ein Paar. Die 11. Staffel endet mit der Hochzeit von Jessis und Luis Eltern Isa und Alex. Alle Pfefferkörner der siebten Generation haben in der ersten Folge der folgenden Staffel einen Gastauftritt in einem Video, welches sie den neuen Pfefferkörnern hinterlassen haben. Dort erfährt man, dass die fünf Freunde aus Hamburg weg gezogen sind und einer neuen Gruppe das Kommando übergeben möchten. Wohin die Gruppe gezogen ist und aus welchem Beweggrund, erfährt man nicht (und ob sie alle gemeinsam an denselben Ort gezogen sind). Da aber die nachfolgende Generation ab der 12. Staffel ein verlassenes Teekontor vorfindet, kann man davon ausgehen, dass Luis Mutter und Jessis Vater die Stadt verlassen und dabei auch die anderen Pfefferkörner mitgenommen haben.

### Generation 8
Die neuen Pfefferkörner, das sind: der zwölfjährige Deutsch-Perser Ramin, ein Meister der Logik und Strategie, und seine neunjährige Schwester Jale, eine clevere Rebellin; außerdem die elfjährige Pinja, eine engagierte Umwelt- und Tierschützerin, und ihre ein Jahr ältere Schwester Stella, die Informatik-Queen, sowie der elfjährige Halbwaise Till mit Mischlingshündin Socke (die ihm zugelaufen ist), Spezialist im Networking und Spurenlesen. Gemeinsam lösen die fünf viele neue, spannende Krimifälle rund um den Hamburger Hafen. Katrin und Jonne, die Eltern von Stella und Pinja, die zu Beginn der 12. Staffel noch getrennt lebend sind, freunden sich im Laufe der Staffel wieder miteinander an. In der 13. Staffel erwarten die beiden dann ihr drittes gemeinsames Kind. Till verlässt die Pfefferkörner schon nach der vorletzten Folge, da er mit seinem Bruder, bei dem er lebt, in die USA verzieht. Der Bruder hatte dort eine Arbeitsstelle erhalten. Zum Ende der 13. Staffel wird Stellas und Pinjas Bruder Mika geboren. Wieso die Mitglieder der 8. Gruppe nicht mehr tätig sind und wohin sie ggf. verzogen sind, wird nicht erwähnt. In der nächsten Staffel wohnt in der bisherigen Wohnung der Familie Dschami dann die Familie Goldmann.

### Generation 9
Mit dem Kinofilm Die Pfefferkörner und der Fluch des Schwarzen Königs werden die neuen Pfefferkörner Mia, deren kleine Schwester Alice, Benny und Johannes eingeführt. Bennys Mutter Andrea betreibt einen Kanuverleih; Bennys Vater sitzt im Gefängnis. Lishas Vater Martin ist Lehrer an der Schule der Pfefferkörner. Martin und Lisha wohnen im Kanuverleih, da Martin und Andrea ein Paar sind. Die Tatsache, dass sein Vater im Gefängnis sitzt und seine Mutter mit seinem Klassenlehrer zusammen ist, bereitet Benny zunächst Schwierigkeiten. Er merkt jedoch im Laufe der Staffel, dass er seinen Freunden vertrauen und ihnen damit offen gegenüber sein kann. Mit Beginn der 14. Staffel kommt mit Lisha auch das fünfte Pfefferkorn dazu. In der 3. Folge der 15. Staffel verlassen Mia und Alice Hamburg, weil sie mit ihren Eltern nach New York ziehen. Benny, der Freund von Mia, darf eine Zeit lang mitkommen, um dort seine Englisch-Kenntnisse zu verbessern. In der 4. Folge verlässt dann auch Johannes Hamburg, weil seine Eltern wünschen, dass er künftig bei ihnen in Südafrika aufwächst. Lisha als seine Freundin darf ihn begleiten. Vor ihrem Abflug sucht Lisha neue Mitglieder für die Pfefferkörner, löst mit ihnen einen Fall und übergibt das Hauptquartier an die 10. Generation der Pfefferkörner. Dann fliegt sie Johannes hinterher.

### Generation 10
Die neuen Pfefferkörner sind Kira, die mit Hilfe der Pfefferkörner aus einer kriminellen Gang ausgestiegen ist, die Geschwister Nele und Levin, die bei ihren Müttern Krissi und Imke aufwachsen, und die Brüder Olufemi „Femi“ und Tayo, die Flüchtlinge aus Nigeria sind, ihre Eltern verloren haben und nun als Pflegekinder bei Andrea und Martin wohnen. Aufgrund eines Traumas spricht Femi zu Beginn nicht, sondern erst, als er sich mit dem Hund Pepper anfreundet. In der 1. Folge der 17. Staffel erfahren Levin und Nele, dass sie mit ihren Müttern nach Amsterdam ziehen, weil Krissi dort ein Jobangebot erhalten hat. Außerdem verkuppelt Kira ihren Vater Sven mit der Sanitäterin Eva Flynt. Beide scheinen sich zu mögen. Die Sanitäterin meint, dass ihre beiden Töchter, Pippa und Lou, am Tag darauf auch nach Hamburg kommen. Dies geschieht in der 2. Folge der 17. Staffel. Kira entscheidet, aufgrund der weiten Entfernung zu Levin, für ein Jahr zu ihrer Cousine Alicia nach London zu gehen. Am Ende der 2. Folge eröffnet auch Opa Reiko Tayo und Femi, dass sie zusammen nach Amrum ziehen werden. Anschließend erhalten die Pfefferkörner für ihren gelösten Fall 5.000 Euro und gehen zusammen auf eine Reise, bevor sich ihre Wege trennen.

### Generation 11
Während Philippa „Pippa“ und Louise „Lou“ in der 17. Staffel ihren ersten Auftritt haben, werden Tarun und die Geschwister Jonny und Clarissa „Clari“ bereits im Kinofilm Die Pfefferkörner und der Schatz der Tiefsee eingeführt. Pippa sitzt aufgrund einer Querschnittslähmung im Rollstuhl. Im Laufe der 17. Staffel werden Pippa und Jonny ein Paar.
Insgesamt spielt die 11. Generation noch in zwei Episoden der 18. Staffel mit.
Tarun zieht zwischen der 17. und 18. Staffel mit seiner Mutter nach Kalifornien. In Folge 222, die erste der 18. Staffel, hat er einen Gastauftritt in Form eines Videoanrufs.
Clari und Jonny segeln mit ihren Eltern für ein Jahr um die Welt und verlassen Hamburg in Folge 223. In Folge 226 erfährt man, dass Jonnys und Clarissas Familie für immer in Australien bleibt. Daraufhin trennt sich Jonny von Pippa.

### Generation 12
In der 18. Staffel ermitteln Lou und Pippa an der Seite von Jet, Rafael „Rafa“ und dessen kleinem Bruder Milan.
Außerdem gibt es ein neues Hauptquartier, da Lou und Pippa wegen Sanierungsarbeiten im Wohnblock aus der Kontorwohnung ausziehen müssen. Das neue Hauptquartier befindet sich nun auf dem Speicherboden über dem Kakaokontor von Milans und Rafas Mutter.
Im Laufe der 18. Staffel werden Lou und Rafa ein Paar.
Die 12. Generation spielt noch in den ersten beiden Episoden der 19. Staffel mit.
In Folge 236 erfahren Pippa und Lou, dass eine Tante ihre Mutter Eva verstorben ist und dieser ein Schloss am Rande von London vererbt, unter der Bedingung, dass sie dort einzieht. Eva und Sven entschließen sich, mit Pippa und Lou nach London zu ziehen, und auch Kira, die nach wie vor in London wohnt, soll mit in das Schloss ziehen. Außerdem begleitet Jet Pippa für ein Jahr, um seine Englischkenntnisse aufzubessern. Pippa und Jet sind seit der vorangegangenen Episode ein Paar geworden.
Freyas Traum war es schon immer, Schokolade zu machen, und der Traum ihres Bruders Lars war, ein Kakaokontor zu führen. Freya entschließt sich letztlich, mit Unterstützung ihres Mannes Nazim Wohnung und Arbeit mit ihrem Bruder zu tauschen, und zieht mit ihrem Mann und ihren Kindern Rafa und Milan nach München.
Hund Pepper gibt Milan zu verstehen, dass er nach Hamburg gehört, und so entschließt dieser sich schweren Herzens, seinen Hund zurückzulassen. Dafür nimmt Milan einen Hundewelpen bei sich auf, den er in seinem letzten Fall gerettet hat.

### Generation 13
In der 19. Staffel ermitteln Leonie genannt Leo, die Geschwister Hakim und Jasina und die Halbgeschwister Moritz und Amy. Hund Pepper lockt Straßenkind Leo, indem er ihren Schlafsack klaut, ins Hauptquartier. Dort treffen Leo und Amy aufeinander. Auch Moritz, Hakim und Jasina lockt Pepper mit einer Nachricht von Rafa und Milan ins Hauptquartier. Somit sorgt Pepper dafür, dass die fünf Kinder die neuen Pfefferkörner werden.
Lars ist mit seiner Familie von München nach Hamburg in das Kakaokontor seiner Schwester gezogen. Zu seiner Familie zählen sein älterer Sohn Moritz, welcher aus einer früheren Beziehung stammt, seine Ehefrau Mira, welche Polizistin ist, und die gemeinsame Tochter Amy, das Nesthäkchen der Familie. Amy ist schwerhörig und beherrscht das Lippenlesen.
Djamila, die Mutter von Hakim und Jasina, übernimmt die „Fischkiste“ von Sven und macht daraus einen Imbiss mit syrischen Spezialitäten. Djamila ist mit ihren Kindern Hakim und Jasina vor acht Jahren aus Syrien geflohen. Ihr Ehemann und Vater der Kinder Asad lebt immer noch in Syrien. Hakim, der sich noch gut an die Zeit in Syrien erinnern kann, vermisst seinen Vater und seine Heimat. Die jüngere Jasina lebt eigentlich, seit sie denken kann, in Deutschland und vermisst daher ihre Heimat nicht. Zu ihrem Vater, den sie hauptsächlich von Telefonaten kennt, hat sie ein distanziertes Verhältnis entwickelt, da sie schon zu oft von ihm enttäuscht wurde. Mehrmals hat Asad schon versprochen, nach Deutschland zu kommen, und immer wieder ist es aus verschiedenen Gründen gescheitert. Jasina und Hakim haben für ihren Vater ein Buch über Hamburg gebastelt. In der letzten Episode der 19. Staffel kommt Asad dann tatsächlich nach Deutschland, worüber sich Djamila und Hakim sehr freuen und nach kurzem Zögern schließlich auch Jasina.
Leo gibt sich vor ihren neuen Freunden als Zirkuskind, welches endlich sesshaft werden wollte und nicht mehr ständig die Schule wechseln wollte. Angeblich lebte sie bei einer Freundin. Da deren Mutter aber in einem Krankenhaus liegt, nächtigt Leo im Hauptquartier. Später finden Jasina und die anderen die für Leo unangenehme Wahrheit heraus, was fast zu einem Bruch der Freundschaft geführt hätte. In Wirklichkeit hat Leos Vater die Familie verlassen und ihre Mutter ist schwere Alkoholikerin. Da Leo es zu Hause nicht mehr ausgehalten hat, sucht sie Unterschlupf im Hauptquartier. Gegen Ende der Staffel begibt sich die Mutter in eine Entzugsklinik.
Im Laufe der 19. Staffel werden Leo und Moritz ein Paar. Außerdem lernt Hakim Miriam „Miri“ kennen, welche Emo ist und an Muskelatrophie leidet. Miri braucht dringend ein Medikament, welches noch neu ist und die Krankenkasse nicht zahlen möchte. Zwar gehen Miri und ihr Vater gerichtlich dagegen vor und es sieht auch so aus, als müsse die Krankenkasse die Kosten doch übernehmen, aber bis zur Fällung des Urteils könnte Miri tot sein. Während Miri und ihr Vater das Medikament stehlen wollen, kann Hakim die Leiterin einer Studie davon überzeugen, Miri in diese aufzunehmen. Schließlich werden auch Miri und Hakim ein Paar.
In der 20. Staffel ermittelt ebenfalls die 13. Generation.
Amys Gehör ist wesentlich schlechter geworden und das macht ihr Angst, erst gegen Ende der Staffel schafft sie es sich ihren Freunden und ihrer Familie zu öffnen. Beim Arzt stellt sich dann heraus, dass Cochlea-Implantate die einzige Chance sind, Amys Gehör wiederherzustellen. Da diese aber auch einige Nachteile mit sich bringen, entscheidet sich Amy dagegen. Stattdessen möchte sie Gebärdensprache lernen.
Moritz und Leo führen eine glückliche Beziehung. Als Moritz Stiefmutter Mira die beiden bei einem Kuss erwischt, verdonnert sie seinen Vater Lars zu einem Aufklärungsgespräch mit ihm. Leo und vor allem Moritz ist das sehr peinlich. Im weiteren Verlauf der Staffel fällt Moritz Deepfakes zum Opfer. Als selbst seine Freunde und seine Familie an ihm zweifeln, bricht er mit Leo und zieht zu seiner leiblichen Mutter nach München. Schließlich können die übrigen Pfefferkörner den Täter überführen und Moritz kommt zurück nach Hamburg. Nach einer Zeit gewinnt er erneut Vertrauen zu Leo und die beiden finden wieder zueinander.
Während Hakim überglücklich ist, dass sein Vater Asad nun bei der Familie in Hamburg ist, fremdelt Jasina immer noch etwas mit der Situation. Für sie ist ihr Vater fremd, da sie noch sehr klein war, als sie mit ihrer Mutter Djamila und ihrem Bruder nach Hamburg gekommen ist. Außerdem findet sie, dass sich Asad mehr um Hakim kümmert, als um sie. Doch spätestens als Asad von seinem neuen Arbeitgeber in illegale Machenschaften verwickelt worden ist, steht sie voll hinter ihm und konnte mit den anderen Pfefferkörnern den Arbeitgeber der illegalen Müllentsorgung überführen.
Hakim ist nicht mehr mit Miri zusammen. Im Laufe der Staffel verliebt er sich in Alina aus seiner Parallelklasse, traut sich aber nicht ihr das zu gestehen. Während der Kuss mit Miri eher spontan war, ist Alina Hakims erste richtige große Liebe. Außerdem hat Hakim Angst, dass die Liebe nicht auf Gegenseitigkeit beruhen könnte. Schließlich gesteht Alina ihm ihre Liebe und die beiden werden ein Paar.
Während Leos Mutter Kim in der Entzugsklinik ist, lebt sie als Pflegekind bei der Familie Bruns. Als Kim wieder zurück ist, zieht Leo wieder zu ihr und die beiden werden wieder ein gutes Team, was sie schon lange nicht mehr waren. Kim fängt wieder an als Friseurin zu arbeiten. Auch Leos Vater Mark taucht wieder auf. Dass der nicht ganz fair spielt, durchschaut Jasina schneller als Leo. Mark hat mittlerweile eine eigene Autowerkstatt und könnte deutlich mehr Unterhalt für Leo zahlen. Schließlich verspricht er sich zu bessern und stellt sich dem Jugendamt.
Die 13. Generation spielt noch in den ersten beiden Folgen der 21. Staffel mit.
Leo hat zwischen der 20. und 21. Staffel Hamburg verlassen und ist nach Teneriffa gezogen. Außerdem hat sie mit Moritz per Brief schlussgemacht. Auch Alina hat sich per SMS von Hakim getrennt.
Jasina und Hakim ziehen mit ihren Eltern nach Berlin. Amy und Moritz gehen mit ihren Eltern und Hund Pepper zurück nach München. Die Wohnung und den Speicherboden haben sie an Fariba und Pascal, die Eltern von Taara und Jules, verkauft.

### Generation 14
In der 21. Staffel ermittelt die 14. Generation, zu der die Geschwister Taara und Jules, sowie Malin, Kofi und Piet gehören.
Taara und Jules wohnen mit ihren Eltern Fariba und Pascal in der Wohnung, die sie Amy und Moritz Eltern abgekauft haben. Außerdem gehört zu der Wohnung der Speicherboden, auf welchem das HQ untergebracht ist. Fariba ist Nuss- und Trockenobsthändlerin, Pascal Feuerwehrmann.
Malin wohnt bei ihrer Oma Alva, da ihre Eltern für 'Ärzte weltweit' arbeiten und viel unterwegs sind. Alva betreibt ein mobiles schwedisches Café.
Kofi wohnt in der Wohngruppe von Arne, da seine Mutter bei einem Autounfall ums Leben gekommen ist und nicht bekannt ist, wer sein Vater ist. Piet wird neuer Mitbewohner in der Wohngruppe, da seine Mutter drogenabhängig ist und er nicht bei ihr bleiben konnte.
Nachdem Malin Jules zwecks eines Ablenkungsmanövers geküsst hat, ist dieser zunächst irritiert und kann sowohl seine eigenen, als auch Malins Gefühle nicht richtig einordnen. In einem klärenden Gespräch stellt Malin klar, dass der Kuss nichts zu bedeuten hatte.
Taara möchte Küssen üben, um nicht die letzte in ihrer Klasse zu sein, die diese Erfahrung macht, doch fehlt ihr ein Partner dazu. Zunächst ist Malin hilfsbereit und küsst Taara, doch diese möchte lieber mit einem Jungen üben. Schließlich ermutigt Malin Taara Kofi zu fragen, der auch einwilligt. Bei der Übung verliebt sich Kofi schließlich in Taara und steht ihr auch seine Gefühle. Taara erwidert die Gefühle und die beiden werden ein Paar.

## Besetzung
Dies ist eine Übersicht über die wichtigsten Figuren (die Pfefferkörner) der Serie, für eine ausführliche Auflistung der Darsteller und Rollen siehe auch:
| Schauspieler           | Rollenname                                  | Folgen                            | Staffeln      | Jahre                       | Generationen |
| ---------------------- | ------------------------------------------- | --------------------------------- | ------------- | --------------------------- | ------------ |
| Anna-Elena Herzog      | Jana Holstein-Coutré                        | 1–36, 48                          | 1–3, 4        | 1999–2003, 2004             | 1            |
| İhsan Ay               | Cem Gülec                                   | 1–36                              | 1–3           | 1999–2003                   | 1            |
| Vijessna Ferkic        | Marija Natalia „Natascha“/„Tascha“ Jaonzäns | 1–36, 53, 100, 200                | 1–3, 5, 8, 16 | 1999–2003, 2008, 2011, 2019 | 1            |
| Julian Paeth           | Philipp „Fiete“ Overbeck                    | 1–36, 43, 100                     | 1–3, 4, 8     | 1999–2003, 2004, 2011       | 1            |
| Aglaja Brix            | Vivien „Vivi“ Overbeck                      | 1–52                              | 1–4           | 1999–2005                   | 1–2          |
| Carlotta Cornehl       | Johanna „Jojo“ Overbeck (geb. Erdbrink)     | 35–52                             | 3–4           | 2003–2005                   | 2            |
| Lukas Decker           | Paul Hansen                                 | 33–34, 37–52                      | 3–4           | 2003–2005                   | 2            |
| Jana Fomenko           | Katja Jelena Makarowa                       | 33–34, 37–52                      | 3–4           | 2003–2005                   | 2            |
| Tim Patrick Chan       | Xiaomeng „Panda“ Weidtmann                  | 37–52                             | 3–4           | 2003–2005                   | 2            |
| Laura Gabriel          | Lilly Theede                                | 53–80                             | 5–7           | 2008–2010                   | 3            |
| Moritz Glaser          | Karol Adamek                                | 53–80                             | 5–7           | 2008–2010                   | 3            |
| Mira Lieb              | Yeliz Surat                                 | 53–80                             | 5–7           | 2008–2010                   | 3            |
| Tim Tiedemann          | Laurenz Krogmann                            | 53–80, 200                        | 5–7, 16       | 2008–2010, 2019             | 3            |
| Nina Flynn             | Marie Krogmann                              | 53–80                             | 5–7           | 2008–2010                   | 3            |
| Katherina Unger        | Sophie Krogmann                             | 80–105                            | 7–9           | 2010–2012                   | 4            |
| Coco Nima              | Themba Bruhns-Mcomo                         | 81–104                            | 7–8           | 2010–2011                   | 4            |
| Lale H. Mann           | Lina Lange                                  | 81–104                            | 7–8           | 2010–2011                   | 4            |
| Julian Winterbach      | Rasmus Bo Nilsen                            | 81–104                            | 7–8           | 2010–2011                   | 4            |
| Aurelia Stern          | Emma Krogmann                               | 80–117, 200                       | 7–9, 16       | 2010–2012, 2019             | 4–5          |
| Sammy O’Leary          | Henri Patterson                             | 105–117                           | 9             | 2012                        | 5            |
| Bruno Alexander        | Max Paulsen                                 | 105–131                           | 9–11          | 2012–2014                   | 5–6          |
| Carolin Garnier        | Nina Pellicano                              | 105–131                           | 9–11          | 2012–2014                   | 5–6          |
| Martha Fries           | Jessica „Jessi“ Amsinck                     | 118–144                           | 10–12         | 2013–2015                   | 6–7          |
| Emilio Sanmarino       | Luis de Lima Santos                         | 118–144                           | 10–12         | 2013–2015                   | 6–7          |
| Jaden Dreier           | Niklas Klinger                              | 131–144                           | 12            | 2015                        | 7            |
| Danilo Kamber          | Anton Cengiz                                | 131–144                           | 12            | 2015                        | 7            |
| Merle de Villiers      | Ceyda Cengiz                                | 131–144                           | 12            | 2015                        | 7            |
| Zoë Malia Moon         | Stella Friese                               | 144–169                           | 12–13         | 2015–2016                   | 8            |
| Sina Michel            | Pinja Friese                                | 144–169                           | 12–13         | 2015–2016                   | 8            |
| Otto von Grevenmoor    | Till Petersen                               | 144–169, 200                      | 12–13, 16     | 2015–2016, 2019             | 8            |
| Jann Piet              | Ramin Dschami                               | 144–169, 200                      | 12–13, 16     | 2015–2016, 2019             | 8            |
| Ava Sophie Richter     | Jale Dschami                                | 144–169                           | 12–13         | 2015–2016                   | 8            |
| Marleen Quentin        | Mia Goldman                                 | 170–185, 200                      | 14–15, 16     | 2017–2018, 2019             | 9            |
| Emilia Flint           | Alice Goldman                               | 170–185                           | 14–15         | 2017–2018                   | 9            |
| Ruben Storck           | Bennet „Benny“ Jansen                       | 170–185                           | 14–15         | 2017–2018                   | 9            |
| Luke Matt Röntgen      | Johannes von Wied-Litzow                    | 170–186                           | 14–15         | 2017–2018                   | 9            |
| Emma Roth              | Lisha Schulze                               | 171–186                           | 14–15         | 2017–2018                   | 9            |
| Marlene von Appen      | Kira Dierksen                               | 186–210, 250                      | 15–17, 20     | 2018–2021, 2024             | 10           |
| Moritz Pauli           | Levin Grevemeyer                            | 186–210, 250                      | 15–17, 20     | 2018–2021, 2024             | 10           |
| Ronja Levis            | Nele Grevemeyer                             | 186–210, 250                      | 15–17, 20     | 2018–2021, 2024             | 10           |
| Samuel Adams           | Tayo Okoawo                                 | 186–210, 250                      | 15–17, 20     | 2018–2021, 2024             | 10           |
| Spencer König          | Olufemi „Femi“ Okoawo                       | 186–210, 225 (Stimmauftritt), 250 | 15–17, 18, 20 | 2018–2021, 2022, 2024       | 10           |
| Caspar Fischer-Ortmann | Tarun Singh                                 | 211–222                           | 17–18         | 2021–2022                   | 11           |
| Leander Pütz           | Jonny Grothe                                | 211–223                           | 17–18         | 2021–2022                   | 11           |
| Charlotte Martz        | Clarissa „Clari“ Grothe                     | 211–223                           | 17–18         | 2021–2022                   | 11           |
| Elyza Silber           | Philippa „Pippa“ Flynt                      | 210–236                           | 17–19         | 2021–2023                   | 11–12        |
| Luna Winter            | Louise „Lou“ Flynt                          | 210–236                           | 17–19         | 2021–2023                   | 11–12        |
| Kleon Sylvester        | Rafael „Rafa“ Celik                         | 224–236, 238                      | 18–19         | 2022–2023                   | 12           |
| Cihan Can              | Milan Celik                                 | 224–236                           | 18–19         | 2022–2023                   | 12           |
| Sheldon Nguyen         | Jet Ly                                      | 224–236                           | 18–19         | 2022–2023                   | 12           |
| Sophia Grande          | Jasina Al-Khalil                            | 237–262                           | 19–21         | 2023–2025                   | 13           |
| Mads Albatros          | Hakim Al-Khalil                             | 237–262                           | 19–21         | 2023–2025                   | 13           |
| Melody Rose            | Amy Bruns                                   | 237–262                           | 19–21         | 2023–2025                   | 13           |
| Jan Friedrichsen       | Moritz Bruns                                | 237–262                           | 19–21         | 2023–2025                   | 13           |
| Charlotte Farhadi      | Leonie „Leo“ Neumann                        | 237–260                           | 19–20         | 2023–2024                   | 13           |
| Josefine Maxima        | Taara Moreau                                | 262–                              | 21–           | 2025–                       | 14           |
| Tibet Held             | Jules Moreau                                | 262–                              | 21–           | 2025–                       | 14           |
| Ida Carlo              | Malin                                       | 263–                              | 21–           | 2025–                       | 14           |
| Mathieu Noël           | Kofi                                        | 263–                              | 21–           | 2025–                       | 14           |
| Noah Lusander          | Piet                                        | 264–                              | 21–           | 2025–                       | 14           |

## Produktion und Ausstrahlung

### Serie
Ursprünglich war geplant, die Serie nach der 4. Staffel einzustellen. Während einer mehrjährigen Pause produzierte Studio Hamburg stattdessen die Mystery-Serie „4 gegen Z“. Wegen der großen Nachfrage wurde die Serie dann jedoch wieder verlängert.
| Staffel | Episoden | Dreharbeiten | Erstausstrahlung  | Erstausstrahlung  | Erstausstrahlung | DVD-Veröffentlichung |
| Staffel | Episoden | Dreharbeiten | Staffelpremiere   | Staffelfinale     | Sender           | DVD-Veröffentlichung |
| ------- | -------- | ------------ | ----------------- | ----------------- | ---------------- | -------------------- |
| 1       | 1–13     | 1999         | 27. Dezember 1999 | 12. Januar 2000   | Kika             | 29. Februar 2008     |
| 2       | 14–21    | 2000         | 22. März 2001     | 2. April 2001     | Kika             | 29. Februar 2008     |
| 2       | 22–26    | 2001         | 7. Februar 2002   | 13. Februar 2002  | Kika             | 29. Februar 2008     |
| 3       | 27–39    | 2002         | 2. Januar 2003    | 21. Januar 2003   | Kika             | 11. April 2008       |
| 4       | 40–48    | 2003         | 26. Februar 2004  | 9. März 2004      | Kika             | 11. April 2008       |
| 4       | 49–52    | 2004         | 7. Dezember 2004  | 11. Januar 2005   | Kika             | 11. April 2008       |
| 5       | 53–65    | 2007         | 15. März 2008     | 7. Juni 2008      | Das Erste        | 26. Juni 2009        |
| 6       | 66–78    | 2008         | 11. April 2009    | 4. Juli 2009      | Das Erste        | 26. Juni 2009        |
| 7       | 79–91    | 2009         | 9. Oktober 2010   | 29. Januar 2011   | Das Erste        | 22. Oktober 2010     |
| 8       | 92–104   | 2010         | 5. Februar 2011   | 23. April 2011    | Das Erste        | 4. März 2011         |
| 9       | 105–117  | 2012         | 8. Oktober 2012   | 12. Oktober 2012  | Kika             | 2. November 2012     |
| 10      | 118–130  | 2013         | 16. November 2013 | 21. Dezember 2013 | Das Erste        | 24. Januar 2014      |
| 11      | 131–143  | 2014         | 25. Oktober 2014  | 27. Dezember 2014 | Das Erste        | 11. September 2015   |
| 12      | 144–156  | 2015         | 7. November 2015  | 19. Dezember 2015 | Das Erste        | 11. März 2016        |
| 13      | 157–169  | 2016         | 20. November 2016 | 10. Dezember 2016 | Das Erste        | 20. Januar 2017      |
| 14      | 170–182  | 2017         | 12. November 2017 | 17. Dezember 2017 | Das Erste        | 23. März 2018        |
| 15      | 183–195  | 2018         | 24. November 2018 | 29. Dezember 2018 | Das Erste        | 8. Februar 2019      |
| 16      | 196–208  | 2019         | 23. November 2019 | 28. Dezember 2019 | Das Erste        | 14. Februar 2020     |
| 17      | 209–221  | 2020         | 20. Februar 2021  | 27. März 2021     | Das Erste        | 7. Mai 2021          |
| 18      | 222–234  | 2021         | 15. Januar 2022   | 2. April 2022     | Das Erste        | 13. Mai 2022         |
| 19      | 235–247  | 2022         | 11. März 2023     | 22. April 2023    | Das Erste        | 28. April 2023       |
| 20      | 248–260  | 2023         | 11. Mai 2024      | 22. Juni 2024     | Das Erste        | 28. Juni 2024        |
| 21      | 261–273  | 2024         | 15. März 2025     | 2025              | Das Erste        |                      |
| 22      | 274–283  | 2025         | –                 |                   |                  | –                    |

### Filme
| Film                                                 | Dreharbeiten | Erstausstrahlung   | Erstausstrahlung  | Erstausstrahlung | DVD-Veröffentlichung |
| Film                                                 | Dreharbeiten | Kinopremiere       | TV-Premiere       | Sender           | DVD-Veröffentlichung |
| ---------------------------------------------------- | ------------ | ------------------ | ----------------- | ---------------- | -------------------- |
| Die Pfefferkörner und der Fluch des Schwarzen Königs | 2016         | 7. September 2017  | 27. Oktober 2019  | Das Erste        | 13. März 2018        |
| Die Pfefferkörner und der Schatz der Tiefsee         | 2019         | 30. September 2021 | 10. Dezember 2022 | Das Erste        | 17. März 2022        |

## Crossover
Die Pfefferkörner hatte bereits mehrere Crossovers mit anderen Fernsehserien.

### Großstadtrevier
In Episode 235 (Im Nagelstudio) der 19. Staffel kam es zu einem Crossover mit der Serie Großstadtrevier. Saskia Fischer (Frau Küppers), Sven Fricke (Daniel Schirmer) und Patrick Abozen (Lukas Petersen) gastierten.
In Episode 492 (Hamburger Elite) der 36. Staffel der Serie Großstadtrevier kam es erneut zu einem Crossover, in welchem diesmal Hauptdarsteller der Pfefferkörner zu Gast waren. Spencer König und Charlotte Martz spielten in ihren Pfefferkörnerrollen als Olufemi „Femi“ Okoawo und Clarissa „Clari“ Grothe, außerdem waren Emilia Flint und Jessica McIntyre als Liliane Lutterroth und Nicole Amsinck zu sehen.

### Schloss Einstein
Zusammen mit der Serie Schloss Einstein ist eine Miniserie entstanden.

## Intro
Das Lied des Vorspanns und Abspanns wurde von Mario Schneider komponiert. Der Text wurde von Valentin Meindorfer zusammengestellt. Dieses Lied ist ein Dance-Pop-Song mit einem Einfluss aus dem Hip-Hop und steht in B-Moll. Der Strophenteil wird von einem Rapper vorgetragen, welcher in Paarreimen spricht. Während der ersten Strophe wird zweimal der Satz „Wir sind wieder da“ vorgetragen.
Der Refrain beginnt mit der Aufzählung „Räuber und Gangster, Gauner und Verbrecher“ und wird von einer Kindergruppe in einer repetitiven Melodie gesungen. Die Abfolge von Ton und Rhythmus bei der Bass-Melodie stimmt in sehr vielen Takten mit der Bass-Melodie des Songs Wannabe von den Spice Girls überein. Innerhalb der Serie wurden bislang vier verschiedene Versionen verwendet.
Die erste Version ist in Folge 1–36 (1. Generation und Übergangsfolgen zur 2. Generation) zu hören, die zweite Version beinhaltete die zweite Strophe eines zwischenzeitlich vom NDR zum kostenlosen Download angebotenen etwa dreiminütigen Pfefferkörner-Songs und wurde zwischen Folge 37 und 52 für die 2. Generation verwendet. Ab Folge 53 ist bis Folge 169 (3. bis 8. Generation) eine dritte Version zu hören, die textlich der ersten Version sehr ähnelt, in der Strophe wurde der Satz „Auf einer heißen Spur in jedem Abenteuer“ durch die Zeile „Wir sind die Pfefferkörner“ ersetzt und statt der Wiederholung der ersten vier Zeilen des Refrains heißt es „Gangster, Gangster. Wir sind da, wo keiner sucht. Gangster, Gangster. Wir schlagen die Ganoven in die Flucht.“.
Ab Folge 170 (9. Generation) wechselte die Produktion von Studio Hamburg zu Letterbox Filmproduktion Hamburg, was eine grundlegende optische Veränderung des Intros nach sich zog. Fortan werden nur noch die Namen der Darsteller, jedoch nicht mehr die der Rollen eingeblendet. Ab der 11. Generation wurden nur noch die Vornamen der Darsteller verwendet. Auch die Titelmelodie wurde ein weiteres Mal variiert, die vierte Version beinhaltet jedoch keine textliche Veränderung im Vergleich zur dritten Version, sondern die Melodie wurde durch einige Bläser und Streicher ergänzt, jedoch nur im Vorspann, der Abspann blieb gleich.

### Übersicht
| Version | Folgen   | Generation | Nennung der Darsteller | Nennung der Rolle              | Titellied | Bemerkungen                        |
| ------- | -------- | ---------- | ---------------------- | ------------------------------ | --------- | ---------------------------------- |
| 1       | 1–26     | 1          | Vor- und Nachname      | Vor- beziehungsweise Spitzname | Version 1 | Logo und Namen in grün und weiß    |
| 2       | 27–36    | 1          | Vor- und Nachname      | Vor- beziehungsweise Spitzname | Version 1 | Logo und Namen in grün und weiß    |
| 3       | 37–52    | 2          | Vor- und Nachname      | Vor- beziehungsweise Spitzname | Version 2 | Logo und Namen in grün und weiß    |
| 4       | 53–65    | 3          | Vor- und Nachname      | Vor- beziehungsweise Spitzname | Version 3 | Logo und Namen in grün und weiß    |
| 5       | 66–80    | 3          | Vor- und Nachname      | Vor- beziehungsweise Spitzname | Version 3 | Logo und Namen in grün und weiß    |
| 6       | 81–91    | 4          | Vor- und Nachname      | Vor- beziehungsweise Spitzname | Version 3 | Logo und Namen in grün und weiß    |
| 7       | 92–104   | 4          | Vor- und Nachname      | Vor- beziehungsweise Spitzname | Version 3 | Logo und Namen in grün und weiß    |
| 8       | 105–117  | 5          | Vor- und Nachname      | Vor- beziehungsweise Spitzname | Version 3 | Logo und Namen in grün und weiß    |
| 9       | 118–131  | 6          | Vor- und Nachname      | Vor- beziehungsweise Spitzname | Version 3 | Logo und Namen in grün und weiß    |
| 10      | 132–143  | 7          | Vor- und Nachname      | Vor- beziehungsweise Spitzname | Version 3 | Logo und Namen in grün und weiß    |
| 11      | 144–156  | 8          | Vor- und Nachname      | Vor- beziehungsweise Spitzname | Version 3 | Logo und Namen in grün und weiß    |
| 12      | 157–169  | 8          | Vor- und Nachname      | Vor- beziehungsweise Spitzname | Version 3 | Logo und Namen in grün und weiß    |
| 13      | 170–185  | 9          | Vor- und Nachname      | –                              | Version 3 | Neues Logo, Logo und Namen in blau |
| 14      | 186–210  | 10         | Vor- und Nachname      | –                              | Version 3 | Neues Logo, Logo und Namen in blau |
| 15      | 211–223  | 11         | Vorname                | –                              | Version 3 | Neues Logo, Logo und Namen in blau |
| 16      | 224–236  | 12         | Vorname                | –                              | Version 3 | Neues Logo, Logo und Namen in blau |
| 17      | 237–247  | 13         | Vorname                | –                              | Version 3 | Neues Logo, Logo und Namen in blau |
| 18      | 248–262  | 13         | Vorname                | –                              | Version 3 | Neues Logo, Logo und Namen in blau |
| 19      | seit 263 | 14         | Vorname                | –                              | Version 3 | Neues Logo, Logo und Namen in blau |

### Textversionen des Titellieds
| Version 1 | Version 2 | Version 3 |
| --- | --- | --- |
| Jo Wir sind wieder da Auf Ganovenjagd Der Schrecken der Gauner Immer am Start Wir sind wieder da Liegen auf der Lauer Auf einer heißen Spur In jedem Abenteuer 1, 2 Ganoven und Gangster 3, 4 Gauner und Verbrecher 5, 6 Räuber im Versteck 7, 8 Wir jagen Tag und Nacht Räuber und Gangster Gauner und Verbrecher Wir sind da wo keiner sucht Wir schlagen die Ganoven in die Flucht Räuber und Gangster Gauner und Verbrecher Wir sind da wo keiner sucht Nehmt euch in Acht Wir jagen Tag und Nacht Wir schlagen die Ganoven in die Flucht | Wenn die Schmuggler und Diebe Tierquäler und Dealer ihre bösen Spiele treiben sind wir wieder da mit Computer und Camara Kombiniere Wir sind die Pfefferkörner 1, 2 Ganoven und Gangster 3, 4 Gauner und Verbrecher 5, 6 Räuber im Versteck 7, 8 Wir jagen Tag und Nacht Räuber und Gangster Gauner und Verbrecher Wir sind da wo keiner sucht Wir jagen die Ganoven in die Flucht Gangster Gangster Wir sind da wo keiner sucht Gangster Gangster Wir schlagen die Ganoven in die Flucht | Wir sind wieder da Auf Ganovenjagd Der Schrecken der Gauner Immer am Start Wir sind wieder da Liegen auf der Lauer Wir sind die Pfefferkörner 1, 2 Ganoven und Gangster 3, 4 Gauner und Verbrecher 5, 6 Räuber im Versteck 7, 8 Wir jagen Tag und Nacht Räuber und Gangster Gauner und Verbrecher Wir sind da wo keiner sucht Wir schlagen die Ganoven in die Flucht Gangster Gangster Wir sind da wo keiner sucht Gangster Gangster Wir schlagen die Ganoven in die Flucht |

## Outro
Ab der fünften Folge der neunzehnten Staffel, mit der Episode S19E05 (Folge 240), wird das Outro grundlegend geändert: Statt des durchgehenden Standbilds während des Abspanns wird die Geschichte nun dynamisch während des Outros beendet.

## Bezug zu Krimi.de
Die Kinderserie Krimi.de, ein Spin-off der Fernsehreihe Tatort, bekam im Jahr 2006 einen Handlungsstrang in Hamburg. In diesem ist Vijessna Ferkic in ihrer Rolle als Polizeianwärterin Natascha Jaonzäns, an der Seite von Denis Moschitto als Anwalt Dalim Yilmaz zu sehen. Die beiden unterstützen Amelie Weidendorf (Nelia Novoa) und Coco Arslan (Rona Özkan) beim Lösen von Kriminalfällen. Da Natascha dort Dalim heiratet, erfährt man, dass sie nicht mehr mit Fiete zusammen ist.

## Veröffentlichungen

### Bücher
Bei Egmont VGS erscheinen zu einigen Folgen der ersten fünf Staffeln Bücher, die auf der Grundlage der Drehbücher von verschiedenen Autoren verfasst wurden. Dabei weichen die Titel von den Vorlagen ab, die Handlungen stimmen größtenteils überein.

### Hörspiele
Ab dem Jahr 2000 erschienen einigen Folgen der ersten beiden und der fünften Staffel als Hörspiele mit dem Originalton der TV-Serie, jeweils neu abgemischt mit einem Erzähler. Ausgewählte Folgen der ersten beiden Staffeln bei Karussell mit Volker Hanisch als Erzähler, Folgen der fünften Staffel bei Jumbo mit Robert Missler als Erzähler.
Seit 2024 gibt es eine Neuauflage der Pfefferkörner-Hörspiele. Ebenfalls basierend auf den Tonspuren der TV-Serie, ergänzt um eine Erzählstimme. Autor ist der Hamburger Schriftsteller Sebastian Stuertz, der gemeinsam mit Sandra Thormählen auch für die Regie verantwortlich ist. Bisher sind die TV-Staffeln 19 und 20 umgesetzt worden. Erzählerin ist die Schauspielerin und Sprecherin Leonie Landa. Die Hörspiele erscheinen in der ARD Mediathek.

### PC-Spiel
Bei Terzio erschien das PC-Spiel „Cem unter Verdacht“ mit den Originalstimmen der TV-Serie.

## Nominierungen und Auszeichnungen
- 2000: Goldener Telix in der Kategorie Beste Spielserie
- 2000: Erster Preis der Asian-Pacific-Broadcasting Union (ABU) in der Kategorie Beste Kinderserie
- 2000: Nominierung für den Prix Jeunesse
- 2001: Goldener Spatz in der Kategorie Fiction kurz für die Folge Die Schimmelprinzessin (Kinderjury)[8]
- 2003: Goldener Spatz in der Kategorie Kurzspielfilm für die Folge Kampf um Hoppetosse (Kinderjury)[9]
- 2003: Sieger beim KinderKom – Merano TV Festival 2003 in der Kategorie Bestes Kinderprogramm für die Folge Der Schlitzer von der Elbchaussee[10]
- 2008: Nominierung für den Kindermedienpreis Der Weiße Elefant für die Folge Karol undercover[11]
- 2015: Grüner Drehpass für nachhaltige Dreharbeiten[12]
- 2017: KIJUKO-Filmpreis für den Film Die Pfefferkörner und der Fluch des Schwarzen Königs[13]
- 2017: EMMI für den Film Die Pfefferkörner und der Fluch des Schwarzen Königs in der Kategorie „Bester Kinderfilm“[14]
- 2018: Nominierung für den Preis der deutschen Filmkritik für den Film Die Pfefferkörner und der Fluch des Schwarzen Königs in der Kategorie „Bester Kinderfilm“[15]
- 2018: Erster Preis beim Kirchlichen Filmfestivals Recklinghausen für den Film Die Pfefferkörner und der Fluch des Schwarzen Königs in der Kategorie „Bester Kinder- und Jugendfilm“[16]
- 2018: Deutscher Filmmusikpreis für den Song Räuber und Gangster in der Kategorie „Bester Song im Film“ für den Film Die Pfefferkörner und der Fluch des Schwarzen Königs[17]
- 2019: Nominierung für die International Emmy Kids Awards in der Kategorie „Kids: Series“ für die Folge Weil ich ein Mädchen bin[18]
- 2019: Emil zum 20-jährigen Jubiläum der Serie[19]
- 2020: Goldener Spatz für Die Pfefferkörner und der Schatz der Tiefsee in der Kategorie „Bester Langfilm“[20]
- 2021: Nominierung für den Goldenen Spatz für die Folge Die Pfefferspray-Lüge in der Kategorie „Serie/Reihe Live-Action“[21]